# Show Time (album de Slave)
Show Time est un album du groupe de funk Slave sortie en 1981 enregistré à Atlantic Studios à New York et sorti sous le label Cotillion.

## Liste des titres
Face A:
1. Snap Shot (C. Carter, F. Miller, J. Douglass, S. Arrington) 4:43
2. Party Lites (C. Carter, D. Webster, S. Arrington) 4:50
3. Spice Of Life (Oh Yes, You're The Best)(J. Douglass, S. Carter, S. Arrington) 4:48
4. Smokin (C. Carter, D. Webster, S. Arrington)5:20

Face B:
1. Wait For Me (C. Carter, D. Webster, S. Arrington) 5:16
2. Steal Your Heart (C. Carter, D. Webster, J. Douglass, S. Arrington) 5:40
3. For The Love Of U (C. Carter, D. Webster, F. Miller, S. Carter, S. Arrington) 5:13
4. Funken Town (C. Carter, D. Webster, F. Miller, K. Johnson, R. Parker, S. Carter, S. Arrington) 3:38